# Bracon rejectus
Bracon rejectus är en stekelart som först beskrevs av William Harris Ashmead 1894.  Bracon rejectus ingår i släktet Bracon och familjen bracksteklar. Inga underarter finns listade.